# Le voci della terra
Le voci della terra. Otto movimenti per orchestra sinfonica ispirati alla tradizione popolare salentina è un brano composto da Piero Milesi nel 2001.

## Storia
Il brano, concepito da Milesi che ha legato gli ultimi anni della sua carriera al Salento in qualità di direttore artistico de La notte della Taranta, manifestazione per la salvaguardia del patrimonio idiomatico locale, è il simbolo della neonata Pizzica sinfonica.
È stato eseguito per la prima volta al Teatro Politeama Greco di Lecce il 12 aprile 2002 dall'Orchestra Sinfonica "Tito Schipa", gestita dall'omonima Istituzione Concertistica Orchestrale e diretta da Vito Clemente.

## La struttura
L'opera è suddivisa in otto movimenti:
1. Le voci (prima parte), movimento-tema in la minore della sinfonia concluso da un colpo di tam-tam
2. Trio (Tonni)
3. Le voci (seconda parte), reprise del tema nella prima parte
4. Pizzica (prima parte)
5. Fimmene ("Femmine")
6. Stornelli
7. Pizzica (seconda parte)
8. Epilogo, reprise finale del tema, che infine culmina in un colpo di grazia battuto dai piatti.

## Organico
- archi: primi e secondi violini, viole, violoncelli e contrabbassi
- arpa
- legni: flauti, oboi, clarinetti, fagotti
- ottoni: corni, trombe e tromboni
- percussioni: marimbe, timpani, tam-tam, rullante, piatti e tammorra.

## Discografia
- Le voci della terra - Artéteka/Txalapàrta|Le Voci della Terra, Orchestra Sinfonica Tito Schipa / dir. Pasquale Corrado, Dodicilune Ed316, 2013